# Новаченко, Николай Петрович
Николай Петрович Новаченко (5 [17] декабря 1898, село Бурынь Курской губернии — 1966, Харьков) — советский ортопед-травматолог. Член-корреспондент Академии медицинских наук СССР (1957). Заслуженный деятель науки УССР (1952).

## Биографические сведения
В 1922 году окончил Харьковский медицинский институт.
В 1922—1966 годах работал в Украинском научно-исследовательском институте протезирования, ортопедии и травматологии (с 1940 года — имени профессора Михаила Ситенко). С 1940 года директор этого НИИ (возглавил институт после смерти Михаила Ситенко). В институте была усовершенствована методика функционального лечения переломов костей. Эту большую работу обобщены в монографии Михаила Новаченка и Фаины Эльяшберг «Постоянное вытяжение» («Постоянное вытяжение»; три издания — 1940, 1960, 1972). Широко известны восстановительные операции на опорно-двигательном аппарате по Новаченко, костная пластика.
Большая заслуга Новаченка в том, что он сумел сохранить традиции Михаила Ситенко, обогатить их и передать своим ученикам — Алексею Коржу, Виктору Трубникову, Николаю Хвисюку, Алексею Скоблину, Юрию Коллонтаю, Борису Гавриленко, Тимофею Ревенко.
В 1947—1966 годах был председателем правления Украинского научного общества ортопедов и травматологов. Был главным редактором журнала «Ортопедия, травматология и протезирование».
Был членом КПСС (с 1946 года). Депутат Верховного Совета УССР 4-го созыва. Делегат XVI и XVII съездов Коммунистической партии Украины.
Награждён двумя орденами Ленина, другими орденами, медалями.

## Научная деятельность
Труда Новаченка посвящено изучению регенерации костной ткани в условиях эксперимента, вопросам лечения переломов костей, протезированию и тому подобное.
Предложил ряд эффективных костнопластических операций, ряд аппаратов.

## Ссылка
- Большая Медицинская Энциклопедия
- Ортопедия(рус.)